# За отдельными столиками
«За отде́льными сто́ликами» (англ. Separate Tables — «Отде́льные сто́лики») — чёрно-белый драматический кинофильм режиссёра Делберта Манна, выпущенный в 1958 году. Снят по одноимённой пьесе Теренса Реттигена. В ролях — ведущие голливудские звёзды того времени. Семь номинаций на премию «Оскар», в том числе как лучшему фильму года, две из которых оказались победными — за актёрские работы Дэвида Нивена (фальшивый майор Поллок) и Уэнди Хиллер (владелица отеля мисс Купер).

## Сюжет
Приморский отель «Борегар» в Борнмуте, управляемый Пэт Купер. Одно из основных его достоинств — отдельные обеденные столики для каждого из постояльцев. Последних немало: майор Дэвид Ангус Поллок, любящий поговорить о своей военной карьере; влюблённая в него и страдающая нервными срывами Сибил Рейлтон-Белл вместе со своей престарелой матерью, строгой и властной миссис Мод; подруга последней леди Глэдис Мэтисон; хирург Чарльз, готовящийся к экзамену по анатомии, и его спутница Джин, недовольная его постоянной занятостью, желающая большего внимания к своей особе; пожилой преподаватель классической литературы Фаулер, ожидающий приезда своего ученика, и его постоянная соперница по игре в бильярд, любительница детективов мисс Мичем; выпивающий журналист Джон Малкольм, в которого влюблена управляющая отеля и который сделал ей предложение, и новоприбывшая светская дама Энн Шенкланд.
Вернувшись вечером в подпитии и сев за свой столик, Малкольм видит Энн и приходит в изумление. Как оказывается, они — бывшая супружеская пара, расставшаяся за пять лет до того из-за поведения мужа: вломившись в спальню к жене, он применил силу, за что и был осуждён и препровождён в тюрьму. Энн объясняет, что от друзей узнала о его тяжёлом положении и перед своей будущей свадьбой решила навестить и помочь ему. В ответ на требование Джона выселиться из отеля и уехать на первом утреннем поезде героиня выказывает удивление и делает предположение, что у Малкольма появилась женщина. Джон не только подтверждает это, но сообщает о своём предложении и встаёт, чтобы уйти. Энн в попытке удержать героя целует его, но он отталкивает её и через некоторое время уходит за очередной выпивкой.
Майор Поллок, заметив мальчишку-разносчика и дождавшись его ухода, делает попытку вырвать из одной из газет страницу, но вошедшая со своей дочерью миссис Мод замечает это, и майор вынужденно отступает. Взяв газету, пожилая женщина, в очередной раз отказав дочери в разрешении устроиться на работу и отправив её за очками, просит свою подругу Глэдис прочитать одну из статей. Информация, содержащаяся в ней, шокирует их обеих: согласно газете, во время одного из сеансов в кинотеатре к женщине приставал мужчина, и это был не кто иной, как майор Поллок. При дальнейшем прочтении выясняется, что он вовсе не майор и никогда не принимал участия в боевых действиях в Африке — всю войну он провёл в Индии в войсках снабжения. Чрезвычайно возмущённая этим, миссис Мод решает выселить майора из отеля и для этого созывает всех жильцов на совет. Когда статья попадает в руки Сибил, она, безгранично доверявшая Поллоку, в шоке остаётся безмолвно сидеть. На совете при активном участии миссис Мод все высказывают недовольство в адрес майора, но за него вступается Малкольм, который, осуждая его действия, тем не менее не видит в этом причины его выселять. Жильцы один за другим голосуют за выселение, но когда миссис Мод уже готовится подвести итог, Малкольм просит проголосовать и Сибил. Это вызывает нервный срыв у девушки.
Джон Малкольм, откупорив бутылку спиртного, уходит на террасу, где к нему присоединяется Энн Шенкланд. После длительного обмена взаимными обвинениями и упрёками герои обнимаются и начинают целоваться. Встав, они вместе уходят, направляясь в номер Энн. По пути их встречает Пэт Купер, которая сообщает светской даме, что её ждёт звонок из Лондона. После её ухода Пэт рассказывает Малкольму, что сразу поняла, кто такая Энн, и пытается отговорить его от дальнейшего общения с ней. Уверенный в том, что бывшая жена приехала помочь ему, Джон начинает всячески защищать её и обвинять во всех неудачах самого себя, но когда он узнаёт от Пэт о том, что из Лондона звонил его издатель, он приходит в ярость — ведь издатель знал о его намерении жениться, и, стало быть, Энн знала об этом. Он понимает, что истинные намерения бывшей жены далеко не так чисты, как казалось вначале. Взбешённый, он, несмотря на попытки Купер остановить его, бежит в номер к Энн. Обвинив бывшую жену в том, что она просто не могла позволить себе отдать мужа другой женщине, Джон после её оправданий с силой хватает Энн за горло, но взяв себя в руки, отпускает женщину и выбегает прочь. Плачущая Энн бросается за ним, но на лестнице Малкольм наносит ей удар, и она падает. Герой уходит, а на помощь женщине спешат постояльцы.
Утром майор Поллок, возвращающийся с прогулки и не подозревающей о вечерних событиях, подходит к Сибил, сидящей на скамье. Когда он в очередной раз начинает рассказывать о своём пребывании в Тунисе, девушка не выдерживает и обвиняет его во лжи. Поняв, что постояльцы в курсе, Поллок приходит в уныние и в ответ на вопрос девушки, почему он сделал это, рассказывает историю своей жизни — как он рос робким и стеснительным, не оправдывал ничьих ожиданий и не мог нормально общаться с женщинами. Именно последним он и объясняет своё проступок и просит прощения у Сибил, так как только перед ней ему по-настоящему стыдно. Майор открыто говорит её, что они похожи, ведь она точно так же боится людей, и, видимо, причина, по которой они сумели сойтись, кроется в этом. Он говорит, что съедет. Плачущую Сибил пытается всячески успокоить Энн, ждущая возвращения Малкольма.
Вернувшись в отель, Джон идёт прямиком к Пэт и интересуется самочувствием Энн — ему стыдно за свой удар. В ответ Пэт рассказывает, что провела всю ночь с его бывшей женой, так как у неё случилась истерика, рассказывает, что Энн уже давно сидит на таблетках, что никакой свадьбы нет и что она хочет только его возвращения. Удивлённый словами Пэт, Малкольм спрашивает, почему она это всё ему говорит. Пэт признаётся, что всегда знала, что он ещё любит Энн, и говорит, что он ей нужен. Однако Джон отказывает вновь встречаться с бывшей женой. Пришедший майор Поллок прерывает их беседу: Малкольм уходит, а мисс Купер говорит, что против выселения постояльца, и уговаривает остаться.
Пришедший в столовую комнату Джон заводит-таки разговор с Энн, которая признаётся, что он ей нужен, и со слезами рассказывает о своём одиноком пребывании в Нью-Йорке. Собираются остальные постояльцы. Затем в комнату входит майор, и повисает тишина. После того как он, смущённый, садится за свой столик, с ним, к удивлению прочих, здоровается Малкольм, через некоторое время мисс Мичем, за ней и господин Фаулер, предлагающий майору прочесть газету. Вскоре, к огромному удивлению своей подруги, с майором здоровается и Глэдис Мэтисон; когда же возмущённая миссис Мод требует от дочери покинуть комнату вместе с нею, Сибил отказывается и решает, вопреки желанию матери, остаться здесь. Энн и Джон, улыбаясь, остаются сидеть за одним столиком. Когда майору сообщают, что ко входу в отель прибыло такси, он просит отправить его обратно в город.

## В ролях
| Актёр          | Роль               |
| -------------- | ------------------ |
| Берт Ланкастер | Джон Малкольм      |
| Рита Хейворт   | Энн Шенкланд       |
| Глэдис Купер   | Мод Рейлтон-Белл   |
| Дебора Керр    | Сибил Рейлтон-Белл |
| Дэвид Нивен    | Дэвид Ангус Поллок |
| Уэнди Хиллер   | Пэт Купер          |
| Кэтлин Несбитт | Глэдис Мэтисон     |
| Мэй Хэллэтт    | мисс Мичем         |
| Феликс Эйлмер  | Фаулер             |
| Род Тейлор     | Чарльз             |
| Одри Далтон    | Джин               |

## Награды
| Год  | Премия                              | Категория                                                         | Имя                        | Результат |
| ---- | ----------------------------------- | ----------------------------------------------------------------- | -------------------------- | --------- |
| 1959 | Оскар                               | Лучшая мужская роль                                               | Дэвид Нивен                | Победа    |
| 1959 | Оскар                               | Лучшая женская роль второго плана                                 | Уэнди Хиллер               | Победа    |
| 1959 | Оскар                               | Лучшая женская роль                                               | Дебора Керр                | Номинация |
| 1959 | Оскар                               | Лучшая операторская работа (Чёрно-белый фильм)                    | Чарльз Лэнг мл.            | Номинация |
| 1959 | Оскар                               | Лучшая музыка (Саундтрек к драматическому или комедийному фильму) | Дэвид Рэксин               | Номинация |
| 1959 | Оскар                               | Лучший фильм                                                      |                            | Номинация |
| 1959 | Оскар                               | Лучший адаптированный сценарий                                    | Теренс Реттиген и Джон Гей | Номинация |
| 1959 | Давид ди Донателло                  | Лучшая иностранная женская роль                                   | Дебора Керр                | Победа    |
| 1959 | Золотой глобус                      | Лучшая мужская роль — драма                                       | Дэвид Нивен                | Победа    |
| 1959 | Золотой глобус                      | Лучший фильм — драма                                              |                            | Номинация |
| 1959 | Золотой глобус                      | Лучшая женская роль — драма                                       | Дебора Керр                | Номинация |
| 1959 | Золотой глобус                      | Лучший режиссёр                                                   | Делберт Манн               | Номинация |
| 1959 | Золотой глобус                      | Лучшая женская роль второго плана                                 | Уэнди Хиллер               | Номинация |
| 1959 | Национальный совет кинокритиков США | Лучшие десять фильмов                                             |                            | Победа    |
| 1959 | Премия Гильдии сценаристов США      | Лучший сценарий фильма-драмы                                      | Теренс Реттиген и Джон Гей | Номинация |